# William and Blanche Brooks House

Das Brooks House

Das William and Blanche Brooks House in Forney (Texas) ist das ehemalige Wohnhaus des Geschäftsmanns und Lokalpolitikers William A. Brooks, der in der Kleinstadt geboren wurde und hier mit seiner Ehefrau Blanche und seiner Familie lebte. Es wurde im Jahr 1898 von dem aus Dallas stammenden Architekten Charles Alexander Gill im Queen Anne Style errichtet.
Das Grundstück an der S Center Street hatte Brooks als Hochzeitsgeschenk von seinem Parteifreund Yancy McKellar erhalten. Zwei Jahrzehnte nach seiner Errichtung wurde das Haus 1915 umfassend umgestaltet und dem Zeitgeschmack entsprechend um Elemente des Colonial-Revival-Stils ergänzt. Unter anderem erhielt es einen runden Turmanbau, detailreich ausgeführte Kamine und eine um das Haus herumlaufende Veranda.
Als typisches Beispiel für die Wohnhäuser, die in diesem Teil von Forney an der Wende zum 20. Jahrhundert errichtet wurden, gilt das Haus als bedeutender Teil des architektonischen Erbes der Stadt. 1993 wurde es in das National Register of Historic Places aufgenommen. 1997 wurde das Haus auch zum Recorded Texas Historic Landmark erklärt.